# Team Valley
 (juin 2018).
Si vous disposez d'ouvrages ou d'articles de référence ou si vous connaissez des sites web de qualité traitant du thème abordé ici, merci de compléter l'article en donnant les références utiles à sa vérifiabilité et en les liant à la section « Notes et références ».
Team Valley est une localité d'Angleterre située dans le district métropolitain de Gateshead du Tyne and Wear.

## Histoire
Dans les années 1930, une aire d'industrie lourde y est créée, et inaugurée en 1939. Elle accueille environ 700 entreprises.